# Galten (lustbåt)

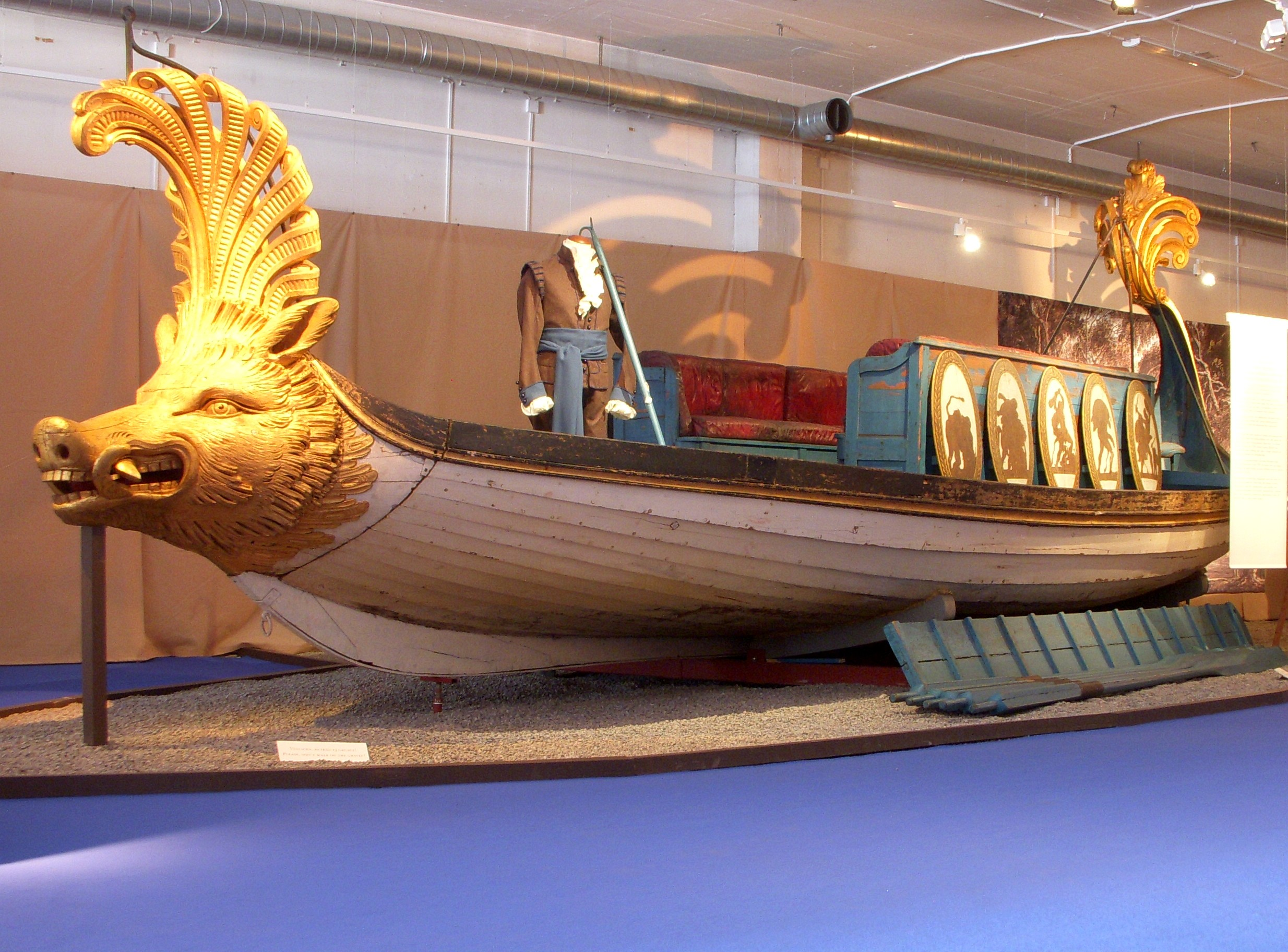
"Galten" i Båthall 2 på Galärvarvet.

Galten är en lustbåt (gondol), som på Gustav III:s begäran, sedan han fått inspiration efter ett besök i Venedig 1784, konstruerades och byggdes på Karlskronavarvet troligen 1785 eller 1786 under ledning av amiralen Fredrik Henrik af Chapman. Båten kallas även för Vildsvinet.
"Galten" och systerbåten "Delfinen" fick sin konstnärliga utsmyckning av den franske arkitekten och konstnären Louis Jean Desprez, samme man som bland annat ritat Koppartälten i Hagaparken. Motivet på förstäven visar ett förgyllt vildsvinshuvud som troligen höggs av bildhuggaren Johan Törnström. Ursprungligen fanns 24 sköldar med motiv hämtade från Herkules tolv storverk.
"Galten" fördes med pråm till Ålkistan och bars över land till Brunnsviken och Hagaparken. Där fanns även systerbåten "Delfinen". De roddes med tre par åror. Gustav III var "oändligt nöjd" och gondolerna användes flitigt på Brunnsviken. Båtarna kallas i litteraturen för slupar, lustfartyg eller gondoler.
Att Gustav III använde båda gondolerna på sina kanaler i Brunnsviken framgår av en illustration av Axel Fredrik Cederholm, som visar arkipelagen framför Gustav III:s paviljong 1811 med två gondoler. På bilden syns Galten och Delfinen samt kungens badhus.
Galten och Delfinen förvaras numera i Sjöhistoriska museets båtmagasin på Rindö utanför Vaxholm.
Efter mordet på Gustav III användes de vid enstaka utflykter under Karl XV:s tid.

## Bilder

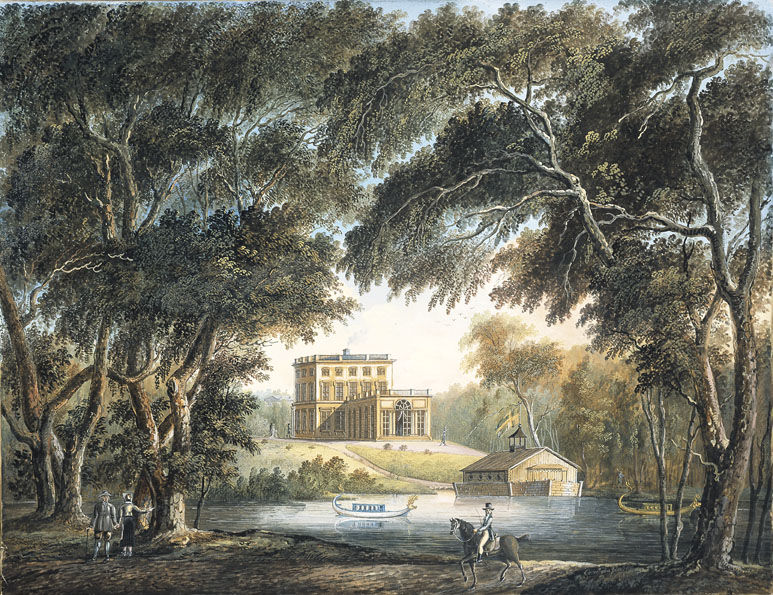
Galten och Delfinen vid Gustav III:s paviljong, Illustration av Axel Fredrik Cederholm 1811.
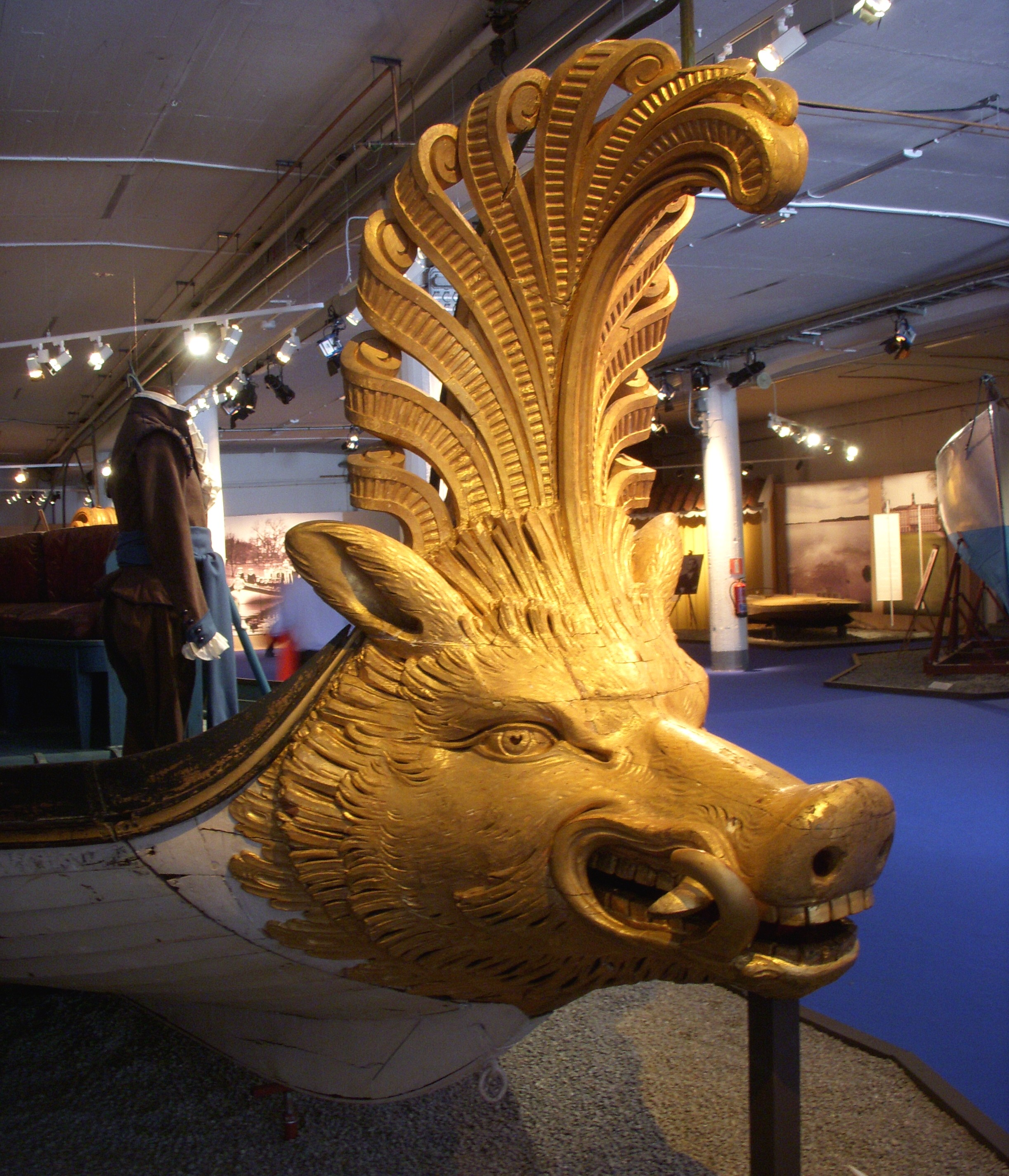
"Galtens" förstäv.